# Vladivostok Internationale Lufthavn
Vladivostok Internationale Lufthavn (russisk: Международный аэропорт "Владивосток", tr. Mezjdunarodnyj aeroport "Vladivostok") (IATA: VVO, ICAO: UHWW) er en international lufthavn beliggende i Artjom, Primorskij kraj i Rusland omtrent en times kørsel (44 km) nord for centrum af byen Vladivostok. Lufthavnen var tidligere kendt som "Knevitji Lufthavn", opkaldt efter landsbyen Knevitji.